# 金美香
金美香（：／ Kim Mee-hyang，1973年10月1日—），是一位韓國已退役女子羽球運動員。

## 簡歷
她是韓國煙草人參公司球隊的成員。1995年，她在與金信英一起贏得瑞典羽球公開賽女子雙打項目的首個國際冠軍。兩人排名世界第9位，並參加了1996年亞特蘭大奧運會。

## 外部連結
- 金美香在世界羽球聯盟的登錄資料